# Перший світ

Синім позначено: Перший світ
Червоним позначено: Другий світ
Сірим позначено: Третій світ

Перший світ — це поняття, яке було використано для поділу світових народів на 3 категорії: перший світ, другий світ, і третій світ. Проте ці три концепції не відбувалися одночасно. Після Другої світової війни про НАТО та Варшавський договір почали говорити як про два основні блоки з використанням таких концепцій, як "східний блок" та "західний блок" (Західний світ). Проте було швидко виявлено, що було багато країн, які не входили до цих двох категорій, і в 1950-х роках окремі люди стали називати ці країни "третім світом". Потім для деяких людей почалося здаватися природним, що існує також "перший світ" та "другий світ".
Перший світ — політична концепція, що виникла під час «холодної війни» для позначення країн НАТО та їхніх союзників на противагу до соціалістичних країн (СРСР, КНР та їхніх союзників — «другого світу»). Країни «першого світу» були демократичними та капіталістичними.
Після розпаду Радянського союзу і Східного блоку в 1991 під цим поняттям стали розуміти будь-які країни з низьким політичним ризиком та стійкою демократією, верховенством права, ринковою економікою, економічною стабільністю та високим рівнем життя. Сучасні країни «першого світу» визначають по-різному, зокрема за рівнями ВВП, ВНП, грамотності, тривалості життя та за індексом людського розвитку. У повсякденному вжитку, згідно зі словниками Merriam-Webster, поняття «перший світ» зараз зазвичай позначає «високорозвинені індустріалізовані держави, вестернізовані країни світу» або «країни світу, що мають велику промисловість і порівняно мало бідних людей, багаті держави світу».